# Uppenna

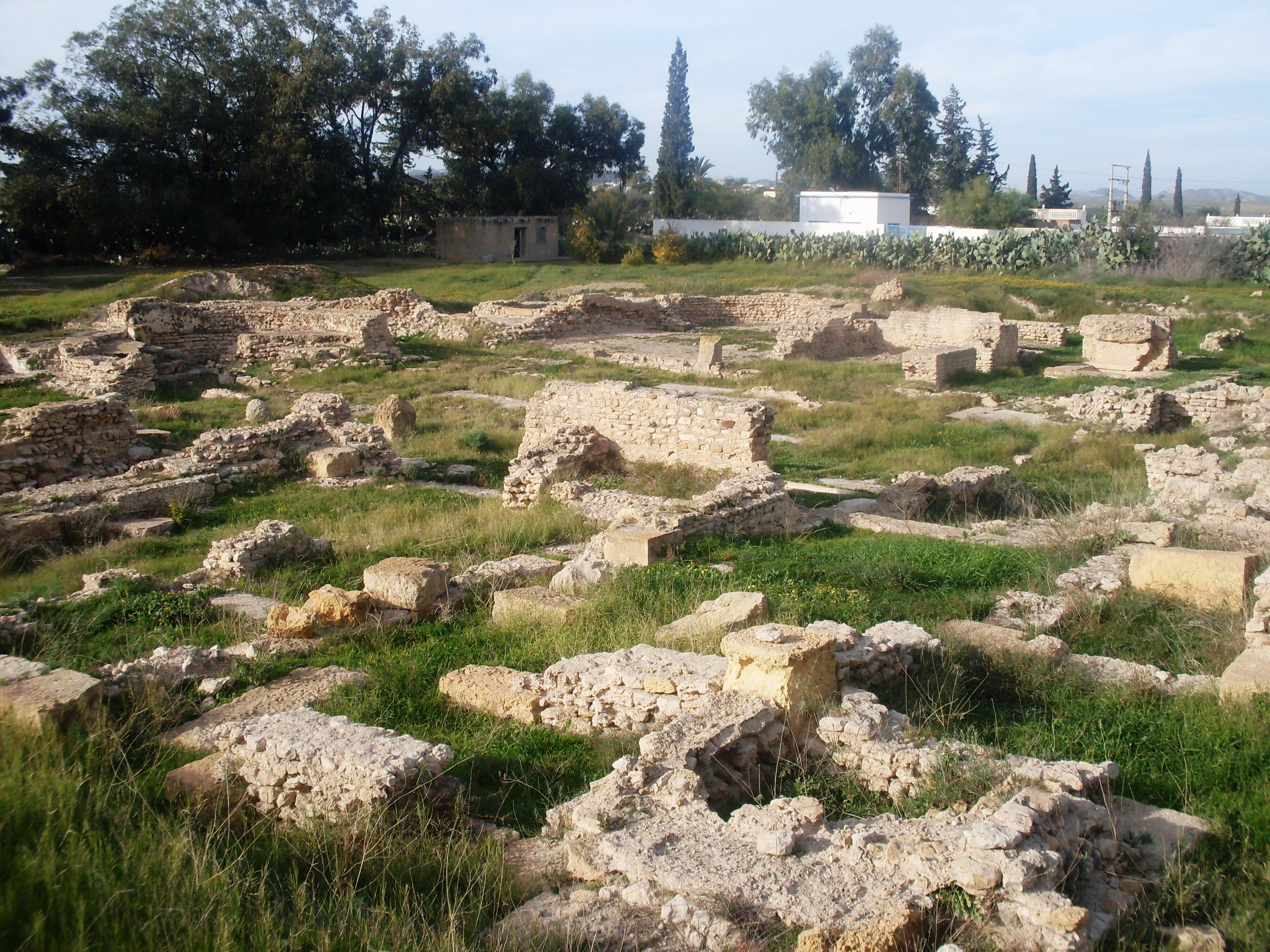
Ruiny dawnego miasta Uppenna

Uppenna (łac. Diocesis Uppennensis) – diecezja historyczna w Cesarstwie rzymskim w prowincji Byzacena, współcześnie w Tunezji. Obecnie katolickie biskupstwo tytularne.

## Biskupi tytularni
| Lp. | Biskup                    | Funkcja                                        | Od               | Do            |
| --- | ------------------------- | ---------------------------------------------- | ---------------- | ------------- |
| 1   | Bernardo José Bueno Miele | arcybiskup koadiutor Ribeirão Preto (Brazylia) | 25 stycznia 1967 | 12 lipca 1972 |
| 2   | Sergio Obeso Rivera       | arcybiskup koadiutor Jalapy (Meksyk)           | 15 stycznia 1974 | 12 marca 1979 |
| 3   | Jan De Bie                | biskup pomocniczy Mechelen-Brukseli (Belgia)   | 13 marca 1987    |               |